# Немира Рязанович
Немира Рязанович, або Немиря Резанович (ст.-укр. пан Немирѧ Рѧзанович, Немира Резанович; лат. Nemirza cubicularius; der edel Nemyra, unser marschalk und hauptman von Bransk; magnificos et strenuos milites nostros… et Nemiram; Nyemyerza; пом. незабаром після 31 грудня 1453) — руський боярин герба Корчак. Один з найближчих прибічників вел. кн. Свидригайла Ольгердовича.    

## Життєпис
Походив він із багатющої та можної гілки православного роду Корчаків на Волині. Мав братів Івана Козарина й Митька. 
Перша достеменна згадка про боярина датується 1424 роком: в ній Немира спогаданий серед оточення кн. Свидригайла. Щоправда, ім'я Рязановича зринає і раніше, а саме 1415 року в грамоті настоятелю церкви Пречистої Діви Марії в Жидачеві, де він зазначений свідком надання фундушу. Втім, історики Леонтій Войтович та Сергій Полєхов ставлять під сумнів автентичність останнього документа з огляду на те, що Свидригайло у цей час перебував в Крем'янецькій тюрмі.
Впродовж віленського правління Свидригайла Рязанович служив коморником, на початку 1432 року послував до польського короля Владислава Ягайла. Коли у ВКЛ спалахнув династичний конфлікт, Немира зберіг вірність Ольгердовичу. Станом на 1434 обіймав посади маршалка й брянського намісника. У квітні того ж року виїжджав з дипломатичною місією до золотоординського хана Саїд-Ахмада, аби заручитися підтримкою того в боротьбі зі Сигізмундом Кейстутовичем та поляками. На початку 1436 Немира Рязанович та інший волинський боярин Юрша Іванович очолювали похід прибічників Свидригайла на Стародуб та Смоленськ.
Після того, як в 1442 році Свидригайло став волинським князем, Рязанович одержав луцьке намісництво. Поряд з братом належав до князівської ради. Восени 1449 брав участь у з'їзді литовсько-руських панів та великого князя Казимира Ягеллончика, присвяченого темі прилучення Волині до Литви.
Наприкінці 1453 року як луцький староста разом з Олізаром Шиловичем правдоподібно став на чолі волинських бояр, які виступали проти ВКЛ.

## Маєтності
За вірну службу Свидригайло після 1442 року надав місту Литовеж, яке посідав Немира Рязанович, магдебурзьке право. У 1460 році отримав від князя Лева Свидригайла село Бубнів (нині Володимирського району).
2 березня 1452 року король Казимир підтверджує Немирі Рязановичу власність на маєтки Литовиж, Сельцо, Торговища, Черевисча, Стволовичі надані йому князем Вітовтом, а також надає власність на маєтки Зімно, Бубново, Чесний Хрест, Марков Став, Сернимав'є.

## Родина
Дружина — Анна. Діти:
- Яків Война (помер після 1461[12]) — придворний Свидригайла[4], за Володимиром Собчуком, був одружений з княжною Марією Степанською, ймовірно, донькою князя Михайла Степанського; вдова по його смерті вийшла за князя Семена Васильовича Несвіцького-Збаразького.[5]
- Марія — дружина князя Михайла Васильовича Чорторийського.[13]